# Jean-Claude Darouy
Jean-Claude Darouy   (Sablons, 30 d'agost de 1944 - Larmont, 8 d'agost de 2006) fou un remer francès que va competir durant la dècada de 1960.
El 1964 va prendre part en els Jocs Olímpics d'Estiu de Tòquio, on guanyà la medalla de plata en la prova del dos amb timoner del programa de rem. Formà equip amb els germans Jacques i Georges Morel.